# Fischermätteli Hood Gäng
Die Fischermätteli Hood Gäng, kurz FHG, ist eine Schweizer Dialekt-Rap-Gruppe aus Bern, drei Mitglieder gehören auch zum Kollektiv Chaostruppe. Die FHG ist für ihre humorvoll-ironischen Texte bekannt.

## Geschichte
Die Gruppe besteht aus den Rappern Migo, Pit, Iroas und ehemals Lance Trance. Innerhalb der Gruppe nennen sie sich Frank Punk, Noa Goa und Poul Soul. 2013 veröffentlichte das Quartett sein erstes Mixtape mit dem Titel No 3 Minutä bis dr Bus chunnt. Der Titel ist als Ankündigung eines Studioalbums zu verstehen. Ein erster Erfolg von FHG war Tätowiert & vorbestraft, das zwei Jahre später auf dem Mixtape No 2 Minutä bis dr Bus chunnt erschien. Mit dem Video, in dem anonym Fahrzeuge des öffentlichen Verkehrs beschmiert werden, bekamen sie negative Aufmerksamkeit in den Medien. Die Texte der Gruppe sind teilweise witzig, teilweise satirisch und enthalten auch Sozialkritisches. Sie werden dem politisch linken Spektrum zugerechnet.
Mixtape Nummer drei No 1 Minutä bis dr Bus chunnt erschien 2016, danach vergingen allerdings vier Jahre, bis No 59 Sekundä bis dr Bus chunnt. Daneben starteten sie aber auch ein Crowdfunding-Projekt, um eine professionelle Albumproduktion zu finanzieren. Im Oktober wurde es erfolgreich abgeschlossen und am 11. Dezember 2020 erschien Dr Bus isch da. Sie schafften den Einstieg in die Schweizer Albumcharts und erreichten Platz 17.

## Diskografie

### Alben
- Dr Bus isch da (2020)
- Turbo (2024)

### Mixtapes
- No 3 Minutä bis dr Bus chunnt (2013)
- No 2 Minutä bis dr Bus chunnt (2015)
- No 1 Minutä bis dr Bus chunnt (2016)
- No 59 Sekundä bis dr Bus chunnt (2020)

### Singles
- Tätowiert & vorbestraft (2015)
- Tätowierter & Vorbestrafter (2016)
- Legalize It (2020)
- Esolution (2020)
- Legalize It 3 (2020)
- Sunneuntergäng (2020)
- Krawalltourismus (2020)
- Soziale Ufstig (2020)
- Finde z Wort nid (2022)
- 5 ab Zuekunft (2022)
- Gsehs mau so, mit San Mattia (2023)
- Passt scho (mit Jule X, 2023)
- Summer Beach, mit Pharago (2024)
- I weiss das (2024)
- Suufe Gschicht exclusive (2024)
- Komische Ort (mit Mü Man, 2024)
- Zäme simr gfährläch (2025)
- Ross (mit Migo & Buzz, 2025)